# 第三高等学校 (旧制)
旧制第三高等学校（きゅうせいだいさんこうとうがっこう）は、京都市および岡山市に所在した旧制高等学校。略称は「三高」。現在の京都大学総合人間学部および岡山大学医学部の前身である。1894年に第三高等中学校（1886年設立）を母体として発足し、初代校長は折田彦市。
三高の淵源は、1869年に大阪で設立された舎密局に求められる。第三高等中学校時代の1889年に京都に移転した。東京の第一高等学校（一高）が「向陵」を称したのに対し、神楽岡（吉田山）の麓にあることから「神陵」を称した。また、一高が「自治」を標榜したのに対し、三高は「自由」を掲げた。

## 沿革

### 前史
第三高等学校に至る教育機関の起源は、明治2年5月1日（新暦:1869年6月10日）に大阪で設置された「舎密局（）」に求められる。のちに三高の歴史は1869年を起点に綴られ（1950年の廃止までを記した『神陵史』には「第三高等学校八十年史」と副題が付けられている）、三高の創立紀念祭は5月1日に開かれることとなった。
舎密局はその名（「舎密」はオランダ語: chemie（化学）に漢字をあてたもの）が示す通り、理化学を中心とする理科教育を目指す機関であった。学校の名称はその後、「化学所」「理学所」「開成所」と変遷している。
1872年（明治5年）8月、学制公布により開成所が廃され、「第四大学区第一番中学」が置かれた。1873年（明治6年）には、官立外国語学校「開明学校」として転換され、以後「大阪外国語学校」を経て「大阪英語学校」（1874年 - 1879年）と名称が改められた。

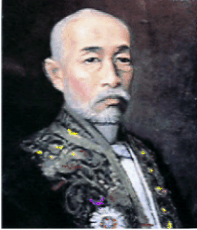
折田彦市

1879年（明治12年）「大阪専門学校」として改組。5月に折田彦市が大阪専門学校に校長として赴任する。以後、折田は中断を挟みつつ30年間にわたり、この学校の校長を務めることになる。
この当時、中等教育と高等教育の制度的接続は未整備であり、「大阪専門学校」には専門教育の課程（本科）と上級学校進学のための予備教育課程（予科）の双方が置かれていた。折田は本科の医学部拡張を計画したが、1880年（明治13年）には文部省の方針転換により、予科を主体とする官立中学校「大阪中学校」となった。大阪中学校は最初で唯一の官立中学校であり、カリキュラムはその後の中等教育の在り方の影響を及ぼした。
折田は中学校を大学に直接接続する学校として整備する一方、大阪中学校を拡張・改組して大学相当の教育機関（カレッジ）に発展させることを構想していた。1885年（明治18年）7月、大阪中学校は「大学分校」と改称された。同年12月、折田は文部省に赴任し、中島永元が大学分校校長となる。

### 第三高等中学校設立と京都への移転

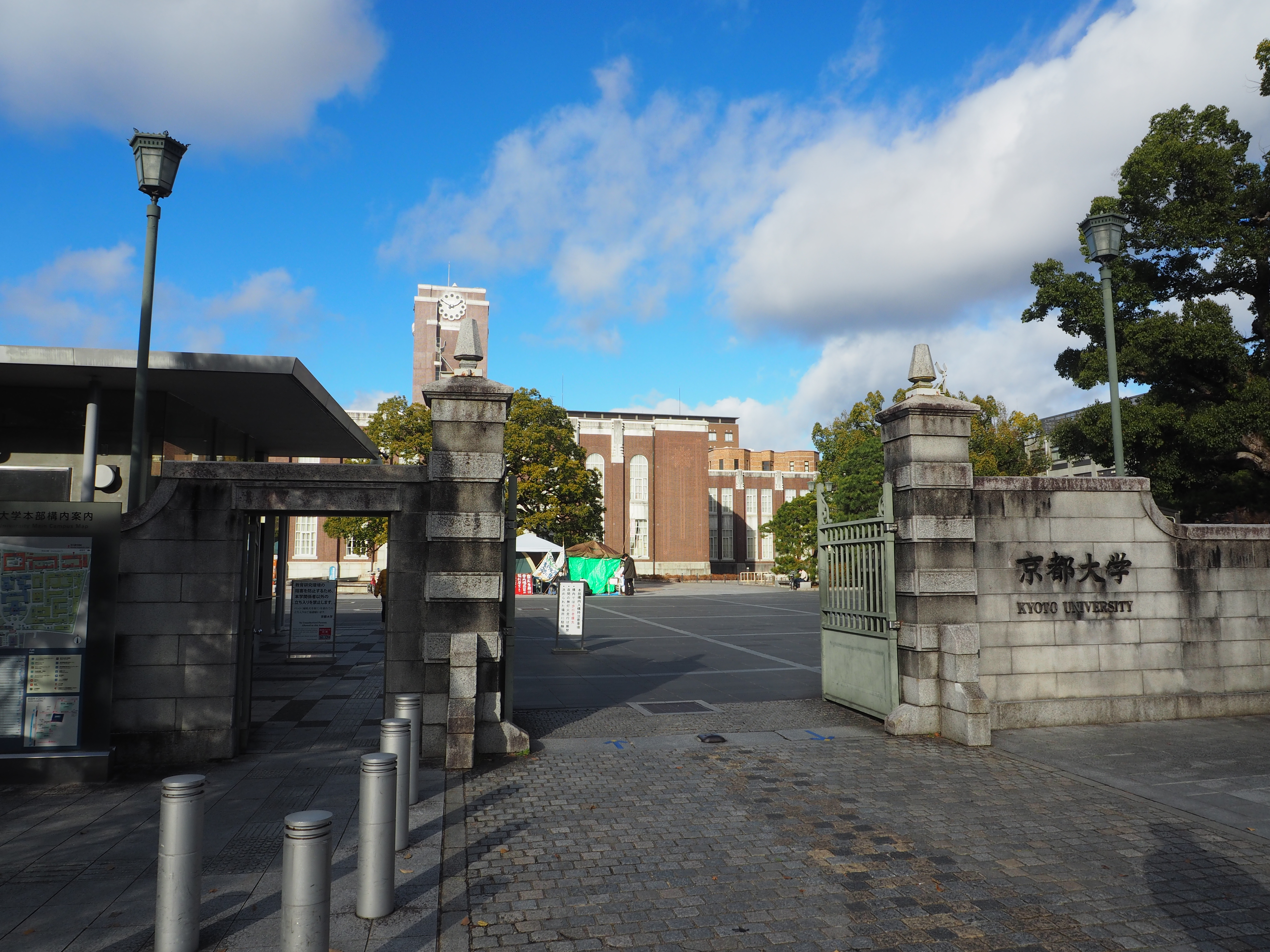
現在の京都大学本部構内正門は、1889年に第三高等中学校正門として建設された。

1886年（明治19年）4月29日、大学分校は中学校令に基づく第三高等中学校（校長：中島永元）となった。同年11月に学区が定められて、近畿・中国・四国にまたがる第三区が設定され、高等中学校を京都に設置することと定められた。これにより京都移転が決定する。1887年（明治20年）4月に折田彦市が校長に復帰。第三高等中学校には1887年に本科が置かれた。また、文部省の告示により高等中学校に医学部を置くこととなったことから、岡山市の岡山県医学校を第三高等中学校に編入して医学部とし、1888年（明治21年）4月に開部式が行われた。
1889年（明治22年）9月、大阪市東区（現：中央区）から京都市上京区（現：左京区）吉田に移転が完了し、開業式が行われた。現在の京都大学吉田キャンパスの本部構内に当たる。1890年（明治23年）には法学部を設置した。

### 三高の設立
1894年（明治27年）6月23日、第三高等中学校は高等学校令に基づき第三高等学校に改組される。第三高等学校には大学予科が置かれず、専門学部（法学部・医学部、新設の工学部）のみを置く学校として発足した。しかし、これに伴って従来の高等中学校の本科・予科は共に解散されることになり、学生たちは「分袂式」を開いて京都を去ることとなった。折田も学生の離散をのちに痛恨事として記している。「第三高等中学校解散記念碑」が京都大学吉田キャンパスに現存している。
三高が専門学部のみの学校として発足したことは将来の大学への昇格ないし拡張を視野に入れたためであるが、この方針はのちに転換され、三高と別個に京都帝国大学が新設されることになる。1897年（明治30年）4月、三高は大学予科を設置、専門学部のうち法学部・工学部は新規募集を停止して廃絶の方針がとられ、大学予備教育機関となる。
1897年（明治30年）6月、京都帝国大学が設立される。第三高等学校は京都帝大に校舎と設備を譲り、南側の隣接地域（二本松、現：京都大学吉田南構内）を京都府から寄贈されて校舎を新設した。
1901年（明治34年）に岡山の医学部は独立して岡山医学専門学校（現：岡山大学医学部）となった。

### 「自由の学風」
1910年（明治43年）11月、初代校長折田彦市が辞任。折田の下で生徒の間に「自由」の気風が醸成されたが、三高卒業生が編纂した『神陵史』によれば、学校全体が共有する学風として定着するには相応の時間を要したという。第3代校長金子銓太郎は生徒の統制を強め、また古参教員を免職したことから、生徒や卒業生らが猛反発し、1922年（大正11年）には激しい排斥運動に発展した。大正デモクラシーの気風も相まって、世論は生徒に同調的であり、金子は静岡高校創立準備委員長に転任することとなった。
金子に代わった第4代校長森外三郎は折田校長時代に三高を卒業した人物であり、折田に範をとった「自由の学風」が定着することになる。なお、森外三郎以後の溝淵進馬・森総之助もまた折田時代の三高卒業生である。
1930年（昭和5年）7月には、門限の設定など寮の取り締まり強化を契機として三高自由寮でストライキが発生。翌年、森外三郎は校長を辞任することとなる。
1934年（昭和9年）、室戸台風により本館（木造）が倒壊。1936年（昭和11年）に本館が新築された。

### 三高の終焉
第二次世界大戦後の1949年（昭和24年）、学制改革に伴い、旧制京都大学（1947年（昭和22年）まで京都帝国大学）、京都大学附属医学専門部と共に新制京都大学に包括され、一般教養を担当する分校となる。1950年（昭和25年）、第三高等学校は最後の卒業生を送り出して廃止された。
京都大学分校はその後教養部を経て総合人間学部となる。

### 略年表
三高設立前史
- 1869年（明治2年） - 大阪に舎密局（）設置。
- 1870年（明治3年） - 化学所→理学所→開成所→
- 1872年（明治5年） - 第四大学区第一番中学※→
- 1873年（明治6年） - 第三大学区第一番中学→開明学校→
- 1874年（明治7年） - 大阪外国語学校→大阪英語学校。
- 1879年（明治12年） - 大阪専門学校。
- 1880年（明治13年） - 大阪中学校。
- 1885年（明治18年） - 大学分校。

第三高等中学校設置
- 1886年（明治19年） - 第三高等中学校設置。
- 1887年（明治20年） - 岡山県立医学校を第三高等中学校医学部（岡山栄町）とする。本科発足。
- 1889年（明治22年） - 第三高等中学校を京都市（現：京都大学本部構内）に移転。法学部の設置。

第三高等学校設置
- 1894年（明治27年） - 第三高等中学校を第三高等学校に改組。本科・予科の廃止。工学部の設置。
- 1897年（明治30年） - 大学予科の設置。京都帝国大学設立により二本松地区（現：京都大学吉田南構内）に移転。
- 1901年（明治34年） - 専門学部（法・工・医）を正式に廃止。うち医学部は岡山医学専門学校となる。
- 1949年（昭和24年） - 京都大学（旧制）、京都大学附属医学専門部と共に新制京都大学に包括され、一般教養を担当する分校となる。
- 1950年（昭和25年） - 第三高等学校としての最後の卒業生を送り出し、正式に廃止される。

三高廃止後
- 1954年（昭和29年） - 分校は教養部に改称。
- 1991年（平成3年） - 教養部改革の流れで独立大学院人間・環境学研究科設置。
- 1992年（平成4年） - 教養部を改組し総合人間学部設置。教養部は廃止。
- 2003年（平成15年） - 総合人間学部と人間・環境学研究科が統合。

## 歴代校長
「第三高等学校」という名称を持つ学校の初代校長は折田彦市である。高等中学校に起源を持つ他の旧制高等学校では、高等中学校の発足をもって学校の創立とし、校長の代数も高等中学校時代にさかのぼって数えるのが一般的であり、これに従えば第三高等中学校初代校長の中島永元が「三高」の初代校長と見なされることになるが、三高関連の出版物では折田を初代とするのが一般的である。前後30年にわたる折田の存在が大きいことに加え、第三高等中学校の京都移転が折田校長時代に行われたことや、第三高等学校への改組が単なる改称にとどまらなかったことが要因である。

## 生徒の文化

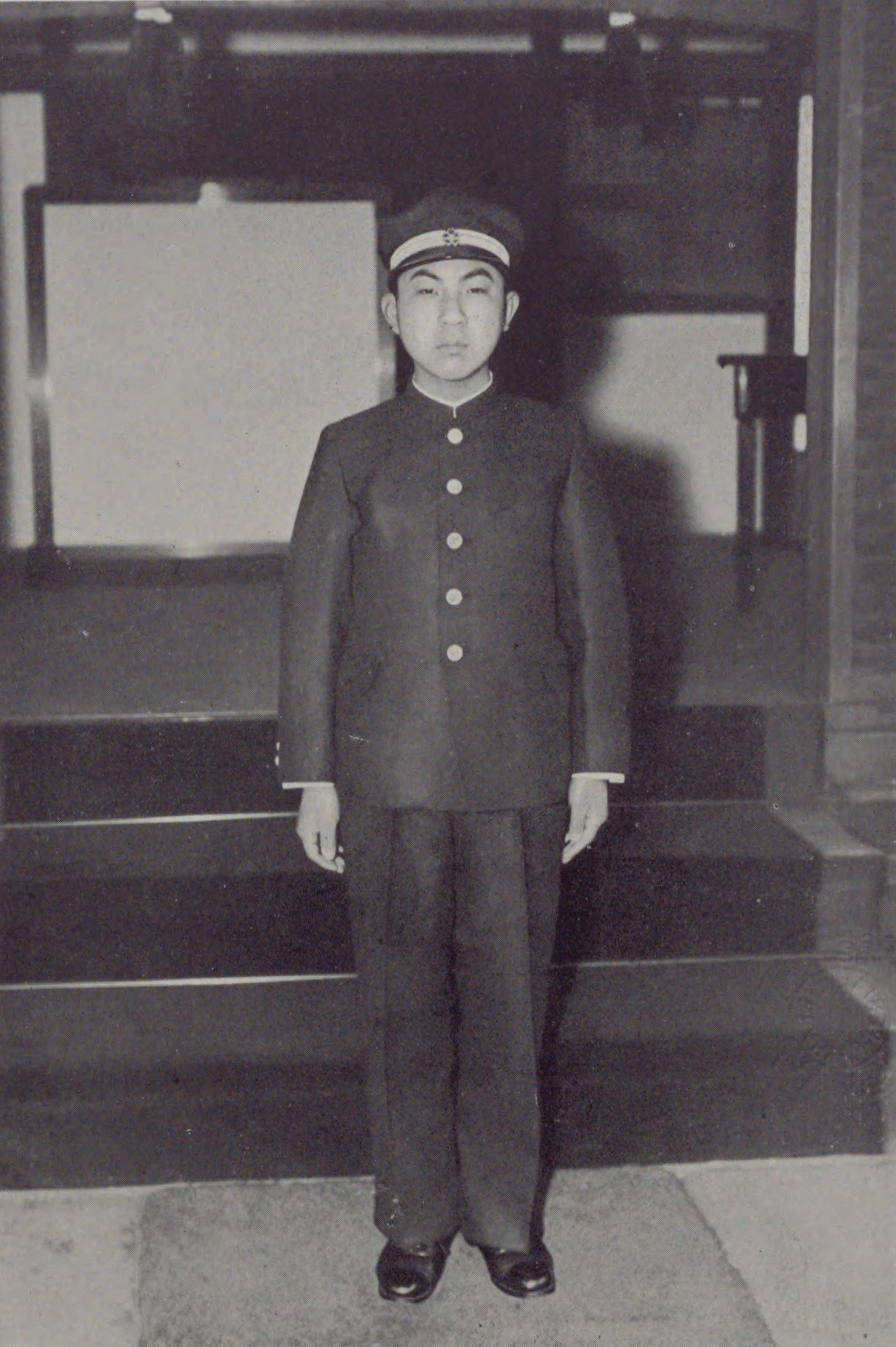
第三高等学校の制服を着用した家彦王。

- 寄宿舎として「自由寮」が置かれた。
- 官立学校として最初にラグビー部が創られた。
- 学生帽の白線は3条である[2]。

### 寮歌
- 『逍遥の歌』（紅もゆる） - 明治37年（1904年）、澤村胡夷作詞、K.Y.作曲。
- 『琵琶湖周航の歌』 - 1917年（大正6年）、小口太郎作詞、吉田千秋作曲。寮歌として定着。

## 現存する遺構
京都大学吉田キャンパスには、吉田寮食堂、吉田寮現棟、正門、門衛所、物理学実験室等が現存している。キャンパス外には琵琶湖岸の旧艇庫等が現存している。なお第三高等中学校時代の遺構は吉田寮食堂と吉田寮現棟、物理学実験場の三つだけである。

### 吉田寮食堂
京都大学吉田寮それ自体は京都帝国大学学生寄宿舎として設立されたものであり、第三高等学校とは直接の関係はないが、現存する寮の建物の一部は、現在の吉田キャンパス本部構内に立地していた第三高等中学校寄宿舎の部材を転用して建設されたことが分かっている。
吉田寮食堂は1889年(明治22年)7月に、山口半六と久留正道の設計により、山本治兵衛の現場管理の下、第三高等中学校寄宿舎の食堂として建設された。現在の本部構内、知恩院の向かいに存在していた。1894年（明治27年）からは第三高等学校（旧制三高）寄宿舎の食堂として、1897年（明治30年）からは旧・京都帝国大学寄宿舎の食堂として使用され、1913年（大正2年）には吉田寮の竣工に合わせて、吉田南構内・吉田寮の西隣に移築され、吉田寮食堂になった。ゆえに吉田寮食堂は第三高等中学校の遺構にして、京都大学最古の大学建築である。この事実は2012年4月に七灯社建築研究所の山根芳洋により明らかにされたが、丁度その時、京大は寮食堂を取り壊そうとしていた。結局、学生の反発と山根の発見により取り壊しは見送られ、補修が施された。

### 吉田寮現棟
上記の吉田寮食堂と同様、吉田寮「現棟」も、第三高等中学校寄宿舎の部材を転用して建設されたことが分かっている。
第三高等中学校寄宿舎は1889年（明治22年）に、山口半六と久留正道の設計により建設された。この建物は1894年（明治27年）からは第三高等学校（旧制三高）寄宿舎として、1897年（明治30年）からは旧・京都帝国大学寄宿舎として使用された。1912年に一度解体され、山本治兵衛と永瀬狂三により吉田寮現棟に再構成された。日本建築学会によると、吉田寮現棟の階段室などには前身建物の面影が見られる。過去に幾度も存続の危機に見舞われ、現在も老朽化や耐震性の不足が懸念されている。吉田寮自治会は補修を要求しているものの、京都大学は応じていない。なお、建築の専門家らは現棟を明治・大正時代の歴史的建築資産と評価し、補修を訴えている。2009年、京都府教育庁指導部文化財保護課は現棟を「京都府の近代和風建築」にリストアップした。2015年5月、日本建築学会近畿支部は京大の山極壽一総長宛に「京都大学吉田寮の保存活用に関する要望書」を提出した。また同年11月には建築史学会が山極総長宛に、現棟の保存活用を求める要望書を送付した。

### 物理学実験場
物理学実験場は1889年(明治22年)11月に建設された。その後二階が増築され、現在は国際交流センターとして使用されている。本部構内、時計台の西側にある煉瓦造りの建物である。以前は京大最古の大学建築とされていたが、実際には吉田寮食堂（第三高等中学校寄宿舎食堂）の方が4か月早く竣工していた。

### その他
1897年以降の三高のキャンパスとなった吉田南構内では、京都大学への包括後に建て替えが進み、ほとんどの建物が失われた。室戸台風後の1936年に建設された三高本館（2代目）は、戦後に増築を重ねて利用されたが、正面（北側）部分は老朽化で取り壊され、2004年に新たな校舎（吉田南総合館北棟）が建設された。初代三高本館（木造）は鐘楼を持ち「自由の鐘」が吊るされていた。2代目の本館にも「自由の鐘」を掲げる計画があったが実現せず、鐘は図書館に収蔵されていた。「自由の鐘」は現在、吉田南総合館北棟の塔屋上に取り付けられている。

## 註
1. ↑  『神陵史』、p.649。
2. ↑  熊谷晃 『旧制高校の校章と旗』 えにし書房、2016年、13頁
3. ↑  吉田寮食堂 補修終わる 足掛け５年の議論が結実(2015.04.01) 京都大学新聞 2015年4月1日
4. ↑  京都大学寄宿舎吉田寮食堂建築物の調査実測によるその京都大学内で最古の建築物である実証 山根芳洋 七灯社建築研究所
5. ↑  〈企画〉京都大学学生寄宿舎吉田寮食堂建築が文部省営繕設計による現存最古の建築である実証（2012.11.01） 京都大学新聞 2012年11月1日
6. ↑  150529:京都大学吉田寮の保存活用に関する要望書（近畿支部） 日本建築学会 2015年5月29日
7. 1 2  京大吉田寮、学会が保存要望 現役最古「建築史的に希少」 2015年11月30日 22時30分 京都新聞
8. ↑  京都府の近代和風建築:京都府近代和風建築総合調査報告書 京都府教育庁指導部文化財保護課 2009年
9. ↑  現役最古・京大吉田寮の保存要望 建築学会近畿支部 2015年5月29日 22時00分 京都新聞